# Phragmites
Phragmites és un gènere de plantes de la família de les poàcies, ordre Poales, subclasse Liliidae, classe Liliopsida, divisió Magnoliophyta.
Antigament s'anomenava Arundo.

## Taxonomia
- Phragmites australis (Cav.) Trin. ex Steud. o Phragmites comunis, «canyís»
- Phragmites berlandieri E. Fourn.